# أباكسكو
أباكسكو هي بلدية تقع في شمال شرق ولاية مكسيكو في المكسيك.